# Papa Urbano VIII
Urbano VIII, in latino Urbanus PP. VIII, nato Maffeo Vincenzo Barberini (Firenze, 5 aprile 1568 – Roma, 29 luglio 1644), è stato il 235º papa della Chiesa cattolica dal 1623 alla morte.

## Biografia

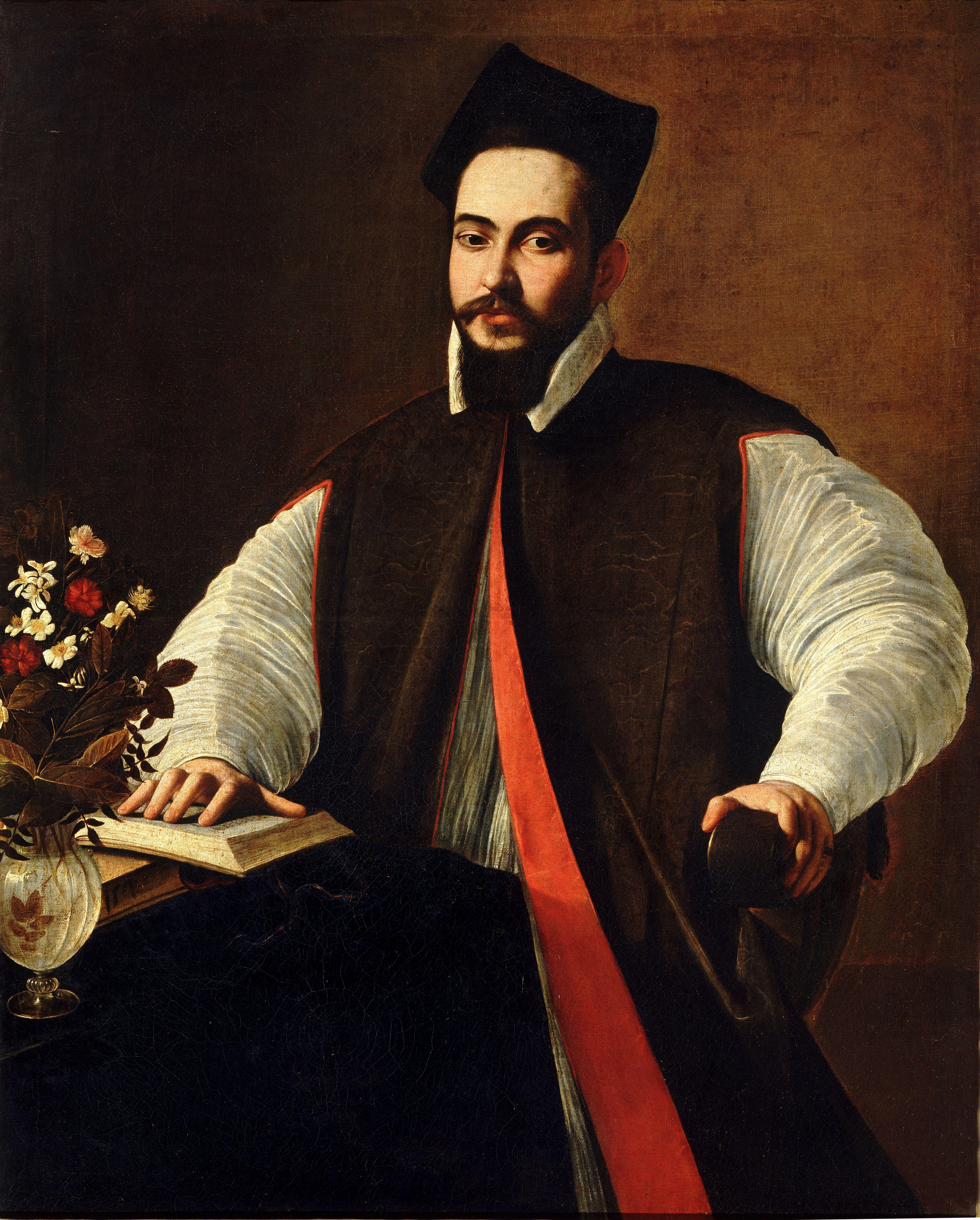
Caravaggio, Ritratto dell'avvocato di curia Maffeo Barberini attorno ai 30 anni

Maffeo Barberini nacque a Firenze da Antonio, un ricco mercante, e da Camilla Barbadori, quinto di sei figli. Fu battezzato il 5 aprile 1568. Originari di Barberino Val d'Elsa, gli ascendenti del papa avevano cambiato l'originario cognome di Tafani prima in da Barberino (a Firenze) poi in Barberini (a Roma), così come i tre tafani presenti sullo stemma in tre api. Maffeo nacque in una casa signorile in piazza Santa Croce.
All'età di tre anni perse il padre; si occupò pertanto della sua educazione lo zio Francesco Barberini, protonotario apostolico. Studiò a Firenze e a Roma, nel Collegio dei Gesuiti (Collegio Romano), dove si laureò in legge. Fu il secondo futuro pontefice a laurearsi in un collegio gesuita. Nel 1589 ottenne il dottorato in utroque iure all'Università di Pisa. Appena ventenne era entrato nell'Accademia Fiorentina e in seguito fece parte anche dell'Accademia degli Alterati di Firenze, di quella degli Insensati di Perugia, di quella degli Umoristi di Roma e di quella dei Gelati di Bologna.
Tre anni prima del dottorato, il 7 aprile 1586, aveva ricevuto la tonsura (rito che precede il conferimento degli ordini sacri); il 24 giugno 1592 fu ordinato diacono. Fu ordinato sacerdote il 24 settembre 1604.
Morto lo zio che, da giovane, lo aveva ospitato a Roma, ne ereditò il cospicuo patrimonio, con il quale acquistò un prestigioso palazzo, arredandolo in maniera estremamente sfarzosa, sullo stile rinascimentale, lussuoso a tal punto da diventare il personaggio più in vista e importante della città.
La sua carriera nella Curia romana fu rapida: il 20 ottobre 1604 era già arcivescovo. Nel 1606 ottenne la porpora cardinalizia.
«Formatosi alla scuola di quel finissimo umanista latino quale era stato Aurelio Orsi [...] per il quale avrebbe poi sempre nutrito la più affettuosa memoria, Maffeo assimilò il senso e il gusto per la bella forma latina e italiana.» Cultore della letteratura classica, fu autore di versi, in latino e anche in greco. Alcuni di questi carmina, dedicati al suo magister Aurelio Orsi, vennero pubblicati a Brescia nel 1595, altri a Perugia nel 1606, mentre una raccolta più cospicua di circa trenta poesie latine fu data alle stampe a Parigi nel 1620 su iniziativa dell'erudito provenzale Nicolas-Claude Fabri de Peiresc. «Barberini, anche dopo divenuto papa nel 1623 con il nome di Urbano VIII, dedicò particolarissime cure ai Poëmata, di cui tra il 1620 e il 1643 apparvero non meno di quindici edizioni, via via accresciute di nuovi componimenti e tutte (a eccezione forse di quella del 1620, pubblicata dal Peiresc di propria iniziativa) approvate dall'autore, stampate in molti casi addirittura presso la tipografia della Camera Apostolica.» Un'edizione, quella del 1631, fu curata dai Gesuiti e illustrata dal Bernini.
Il cardinale Barberini partecipò a due conclavi: quello del 1621, che elesse il papa Gregorio XV, e quello del 1623, che lo vide eletto.

### Cronologia incarichi

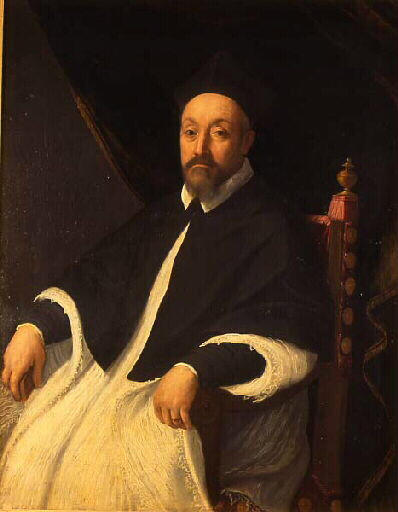
Ritratto del cardinale Maffeo Barberini

- 1º luglio 1589: è abbreviatore nella Cancelleria apostolica; nello stesso anno passa al tribunale della Segnatura apostolica come referendario;
- 13 febbraio 1592: è Governatore di Fano;
- 24 ottobre 1593: è Protonotario apostolico;
- Nel marzo 1597 entra nel ristretto gruppo degli addetti al servizio personale del papa assumendo l'incarico di chierico di Camera;
- Gennaio 1598: è al seguito del cardinale Pietro Aldobrandini, nominato legato apostolico di Ferrara;
- Nel 1601 è nunzio straordinario in Francia;
- Nel 1603 è presidente della XIII Congregazione (incaricata della costruzione e della manutenzione di strade, ponti e acquedotti);
- Dal 20 ottobre 1604 al 27 ottobre 1608 è arcivescovo titolare di Nazareth; risiede a Barletta, in Puglia;[8]
- 4 dicembre 1604: è nominato nunzio a Parigi;
- 11 settembre 1606: è creato cardinale; la berretta cardinalizia gli viene imposta dalle mani di Enrico IV, re di Francia;[9]
- Nel 1607 è nominato protettore della Scozia;
- Il 12 novembre 1607 è nominato cardinale presbitero di San Pietro in Montorio; il 5 maggio 1610 assume il titolo di Sant'Onofrio;
- Dal 27 ottobre 1608 al 17 luglio 1617 è vescovo di Spoleto;
- L'8 gennaio 1610 è nominato prefetto del tribunale della Segnatura apostolica;
- Dal 31 agosto 1611 al 1614 è cardinale legato di Bologna.

### Il conclave del 1623
Maffeo Barberini fu eletto papa il 6 agosto 1623 nel Palazzo Vaticano; fu consacrato il 29 settembre (San Michele) dal cardinale protodiacono Alessandro d'Este. La consacrazione fu rinviata a causa di una malattia.
Al conclave, che si tenne dal 19 luglio al 6 agosto, parteciparono 55 cardinali. Andrea Baroni Peretti Montalto lasciò il conclave il 3 agosto, per cui i cardinali che parteciparono all'elezione furono 54. Urbano VIII fu eletto al 37º scrutinio con cinquanta voti. In precedenza Giovanni Garzia Mellini aveva raggiunto 22 voti.

## Il pontificato
- Sovrintendente generale: Francesco Barberini (1623–1644)
- Vice-Cancelliere: Ludovico Ludovisi (1623-1632); Francesco Barberini (1632-1679)
- Camera Apostolica:
  - Camerlengo: Ippolito Aldobrandini (1623-1638); Antonio Barberini (1638-1671)
  - Tesoriere: Costanzo Patrizi (1615-1624); Laudivio Zacchia (1624-1625); Girolamo Vidoni (1625-1627); Stefano Durazzo (1627-1634); Pierdonato Cesi (1634-1641); Giovanni Girolamo Lomellini (1641-42); Francesco Angelo Rapaccioli (1642-43); Lorenzo Raggi (1643-1647)
- Congregazioni
  - Inquisizione: Giovanni Garzia Mellini (1616-1629); Antonio Barberini (1629-1633); Francesco Barberini (1633-1679)
  - Indice: Giovanni Garzia Mellini (1623-1626); Carlo Emmanuele Pio di Savoia (1626-1641); Luigi Caetani (1641-1642); Bernardino Spada (1642-1661)
  - Concilio: Cosimo de Torres (1623-26); Bonifacio Bevilacqua Aldobrandini (1626-27); Fabrizio Verospi (1627-39); Giambattista Pamphilj (1639-1644)
  - Vescovi: ..., Marzio Ginetti (1635-1671)
- Tribunali della Curia
  - Penitenziere Maggiore: Scipione Caffarelli-Borghese (1610-1633); Antonio Barberini (1633-1646)
  - Prefetto della Segnatura Apostolica: Antonio Barberini (1628-1632); ...
  - Decani della Rota Romana: Giovanni Battista Coccini (1612-1641); Filippo Pirovani (1641); Clemente Merlini (1641-1642), ...
- Vicario per la diocesi di Roma: Giovanni Garzia Millini (1610-1629); Marzio Ginetti (1629-1671)

### Governo della Chiesa
Il 29 aprile 1624, con la bolla Omnes Gentes plaudite manibus, indisse il XIII Giubileo. Concesse ai religiosi di clausura, agli ammalati e ai carcerati di potere acquistare l'indulgenza senza recarsi a Roma (bolla Pontificia sollicitudo). La porta santa fu aperta nel pomeriggio della vigilia di Natale. Durante l'anno giubilare giunsero a Roma circa mezzo milione di pellegrini. Il pontefice rese più comode le visite alle sette chiese, sostituendo a quelle fuori le mura (San Sebastiano, San Paolo e San Lorenzo) visite cittadine a Santa Maria del Popolo, Santa Maria in Trastevere e San Lorenzo in Lucina. Sempre nella prospettiva di ridurre lo scomodo dei fedeli senza ridurne le offerte per le indulgenze, con questo giubileo venne introdotta la novità, divenuta poi usanza comune, di lucrare l'indulgenza del Giubileo ogni volta che si ripetessero a Roma le opere prescritte.
Urbano VIII indisse poi otto giubilei straordinari, con queste motivazioni:
- 31 agosto 1627: per i fedeli dell'Impero d'Etiopia;
- 8 aprile 1628: per invocare l'aiuto di Dio nel mondo cattolico;
- 22 ottobre 1629: per invocare l'aiuto di Dio nel mondo cattolico;
- 15 dicembre 1631: per le necessità della Chiesa;
- 24 marzo 1634: per allontanare i pericoli dalla Chiesa;
- 11 luglio 1636: per invocare l'aiuto di Dio;
- 3 marzo 1638: per chiedere la pace sulla penisola italiana;
- 12 dicembre 1643: per chiedere l'aiuto di Dio su Roma[11].

#### Relazioni con le istituzioni della Chiesa
Camera Apostolica
- La carica di «maestro di casa del Papa» fu rinominata «Maggiordomo Pontificio»[12].

Congregazioni
- Il 22 giugno 1626 creò la Congregazione dell'Immunità ecclesiastica ("Congregatio controversiarium iurisdictionalium")[13];
- Il 13 gennaio 1631 (bolla Pastoralis Romani Pontificis) soppresse la Congregatio Jesu, istituita dall'inglese Mary Ward.
- Il 6 febbraio 1626 soppresse la Congregazione dei frati Conventuali Riformati; il 2 dicembre 1643 estinse l'Ordine regolare dei Santi Ambrogio e Barnaba al Bosco[14];
- Nel 1633 approvò la Congregazione di Calabria e Lucania, che riuniva sette abbazie cistercensi dell'Italia meridionale[15];
- Nel 1634 approvò gli statuti delle Monache cistercensi della Divina Provvidenza, nate in Savoia e in Francia, che seguivano la regola benedettina[12]; nello stesso anno sancì l'unione degli eremiti camaldolesi toscani con quelli coronesi[16]
- Nel 1630, con la costituzione Ad uberes et suaves fructus, divise i Foglianti in due congregazioni nazionali;
- Nel 1622 Urbano VIII estese l'indulgenza a tutte le chiese del Primo e del Terz'Ordine di San Francesco[17]; il 5 maggio 1628 approvò le nuove costituzioni dell'Ordine francescano, dette “Costituzioni Urbane” in sua memoria[18];
- Nel 1628 dichiarò soppressi i monasteri con un numero di religiosi inferiore a sei[19];
- Nel 1643 decretò la soppressione dell'Ordine di Sant'Ambrogio ad Nemus, fondato a Milano nel XIV secolo.

#### Procedura di canonizzazione
Il 5 luglio 1634 Urbano VIII emanò la lettera apostolica Coelestis Hierusalem cives. Nacque la distinzione netta tra beatificazione e canonizzazione, inoltre la Sede Apostolica si riservò sia il diritto di canonizzazione sia quello di beatificazione. Il 12 marzo 1642 la Decreta servanda in beatificatione et canonizatione Sanctorum regolò ulteriormente la procedura di entrambi gli atti.

#### Concessioni pontificie
- Nel 1631 Urbano VIII confermò i privilegi concessi alle Annunziate turchine, ordine monastico fondato da Maria Vittoria De Fornari;
- Il 20 agosto 1631 approvò con lettera in forma di breve l'Ordine basiliano di San Giosafat;
- Il 14 aprile 1633, con un breve, il pontefice concesse l'approvazione della istituenda Confraternita dei Marchigiani a Roma, oggi Pio Sodalizio dei Piceni.
- Nel 1625 confermò l'Ordine della Immacolata Concezione, già sanzionato ecclesiasticamente dal predecessore Gregorio XV;
- Nello stesso anno approvò la Congregazione d'Austria, facente capo all'Abbazia di Melk;
- Nel 1627, con il Breve Salvatoris et Domini (28 giugno 1627), sancisce definitivamente la legittimità «francescana» dell'Ordine dei frati minori cappuccini, nato attorno al 1520[20];
- Nel 1628 approvò la Congregazione del Nostro Salvatore, fondata nel 1624 da Pietro Fourier.
- Il 12 gennaio 1633 approvò le costituzioni della Congregazione della missione (comunemente chiamati “lazzaristi”), fondata nel 1625 da Vincenzo de' Paoli.
- Nel 1633 concesse una Bolla per l'erezione dell'Ordine del Verbo Incarnato, fondato dalla religiosa Jeanne Chézard de Matel nel 1625.

#### Decisioni in materia dottrinale
- Con la bolla Inscrutabilis Iudiciorum Dei (1º aprile 1631) il pontefice, confermando un analogo pronunciamento di Papa Sisto V[21], proibì l'utilizzo dell'astrologia giudiziaria per emettere pronostici sulla sorte dei papi o dei loro consanguinei fino al terzo grado. Urbano VIII intese così tacitare le voci su una sua presunta simpatia per le pratiche magico-astrologiche, connesse con la sua decisione di far scarcerare il filosofo e astrologo Tommaso Campanella per utilizzarlo come "consulente astrale".[22]
- La Santa Sede ordinò l'esame della dottrina del teologo olandese Giansenio (1585-1638), incaricando i teologi dell'Università Sorbona di valutare il contenuto dell'opera Augustinus. Cinque proposizioni furono considerate contrarie alla dottrina cattolica[23]. Nel 1641 Urbano VIII inserì l'Augustinus nell'Indice dei libri proibiti. L'anno successivo dichiarò il giansenismo dottrina contraria alla religione cristiana (bolla In eminenti, marzo 1642)[24].

#### Decisioni in materia liturgica
- Con l'istruzione Si quid est (2 settembre 1634) il pontefice intervenne sul Messale Romano[25];
- Con una bolla del 12 settembre 1628 il pontefice intervenne sul sacramento della penitenza[26];
- Tra il 1629 e il 1631 pubblicò una riforma del Breviario[27] e del Martirologio romano. Gli inni furono adeguati allo stile e alla metrica classici (queste modifiche furono pubblicate nel 1644)[13];
- Con la bolla Universa per orbem (24 settembre 1642) provvide a redigere un nuovo calendario delle giornate festive: le feste di precetto furono fissate nel numero di 31. Ai vescovi fu vietata l'introduzione di nuove giornate festive senza l'assenso del pontefice.

#### Decisioni in materia etica e morale
- Con la bolla Commissum Nobis (22 aprile 1639) il pontefice proibì di ridurre in schiavitù gli indiani del Paraguay, del Brasile e nelle Indie Occidentali;
- Con due distinte comunicazioni, del 20 ottobre 1626 e del 17 settembre 1627, il pontefice consentì ai cristiani trasferitisi in Sudamerica di convivere con le persone del luogo, cioè con genti di altre fedi.
- Proibì l'uso del tabacco da fiuto con la minaccia di scomunica (1624). Nel 1642 aggiunse il divieto di fumare tabacco all'interno della Basilica di San Pietro e della Cattedrale di Siviglia.

#### Provvedimenti verso gli ebrei
Urbano VIII firmò quattro documenti, di vario contenuto che riguardano gli ebrei:
- Sedes apostolica, del 22 aprile 1625
- Injuncti nobis, del 22 agosto 1626
- Cum sicut accepimus, del 18 ottobre 1635
- Cum allias piae, del marzo 1636

#### Missioni
- Urbano VIII eresse, il 1º agosto 1627, il Collegio de Propaganda Fide (oggi Pontificia università urbaniana) per la formazione di sacerdoti originari delle terre di missione;
- Con la bolla Ex Debito Pastoralis Officii (1633) permise a tutti i missionari di ogni Ordine di entrare in Giappone (Gregorio XIII nel 1585 aveva riservato ai Gesuiti l'esclusiva delle missioni in Giappone). Nello stesso anno giunsero nel Paese asiatico i Domenicani Francescani spagnoli;
- Inviò i padri teatini a Bijapur (India) e in Georgia.
- Incaricò il francese Jean-Jacques Olier dell'evangelizzazione del Canada. Nel 1639 egli conobbe Jérôme del La Dauversière. I due fondarono la «Società della Nostra Signora di Monreale[28] per la conversione dei Selvaggi della Nuova Francia» (Société de Notre-Dame de Montréal pour la conversion des Sauvages de la Nouvelle-France).

#### Altri documenti del pontificato
- Il 25 gennaio 1625 Urbano VIII pubblicò la costituzione apostolica Ad Romani Pontificis providentiam, con la quale confermò le decisioni del predecessore Gregorio XV sulle nuove regole per la gestione dei conclavi;
- Il 20 dicembre 1631 pubblicò la bolla Alias felicis con la quale dichiarò la nullità dei privilegi concessi "a viva voce" (vivae vocis oraculo, cioè non per iscritto), anche se provenissero da cardinali o monarchi.

### Espansione dello Stato della Chiesa

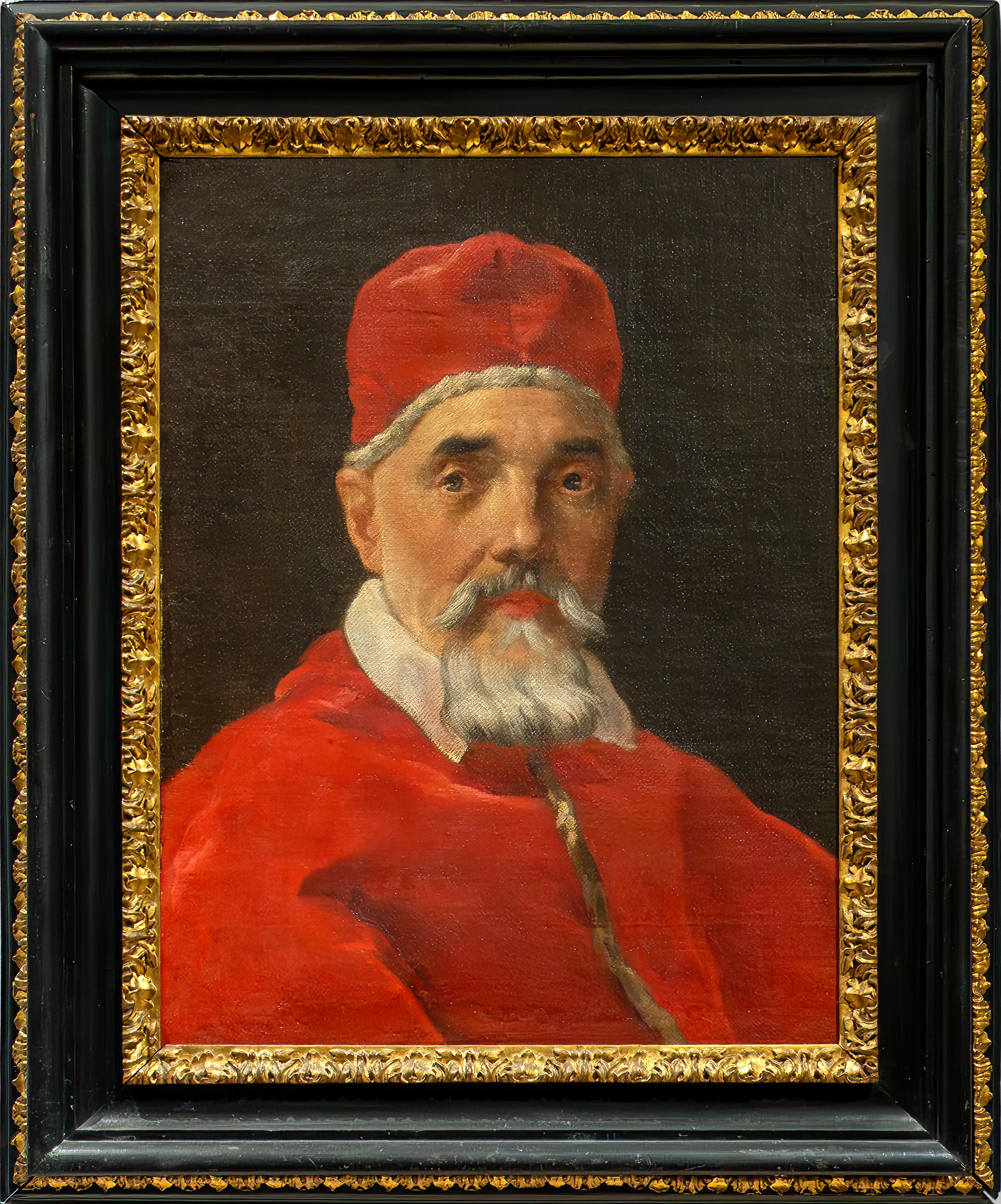
Ritratto di Papa Urbano VIII di Gian Lorenzo Bernini (1632)

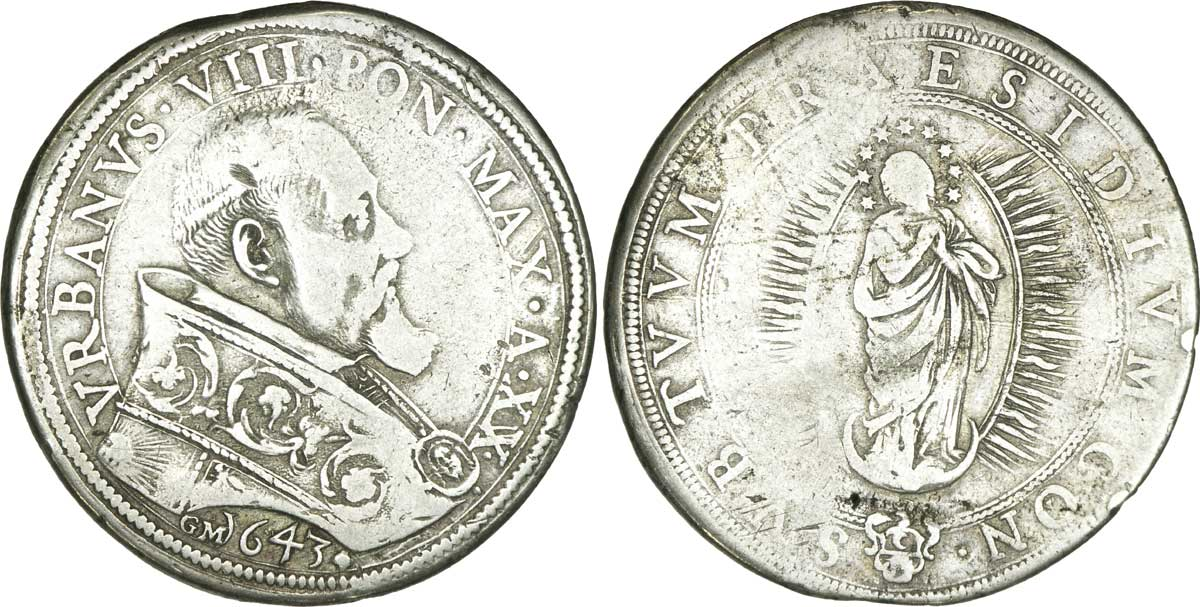
Moneta con l'effigie di Urbano VIII (1643).

Il 1º ottobre 1627 Urbano VIII emanò la costituzione apostolica Debitum pastoralis officii con la quale creò la “Congregazione dei confini” (Sacra Congregatio de confinibus Status Ecclesiastici). Gli scopi del provvedimento erano quattro: provvedere alla difesa dello Stato Ecclesiastico; impedire ogni cessione illegale; risolvere ogni vertenza giurisdizionale interna o con gli stati esteri limitrofi e cercare di riacquisire i territori perduti. 

Nel 1630 viene istituita anche nello Stato della Chiesa la tassa sul macinato.

#### Ducato di Urbino
Il duca di Urbino Francesco Maria II Della Rovere, non avendo eredi, sottoscrisse la devoluzione di tutti i feudi della famiglia alla Santa Sede. Nel 1631, alla sua morte, la Santa Sede incamerò tutti i suoi possedimenti, tra i quali il Ducato stesso. Nello stesso anno effettuò la nomina del primo Governatore pontificio. Nel 1636 conferì il titolo di città a Urbania (ex Casteldurante), elevandola a sede diocesana.

#### Ducato di Castro
La famiglia Barberini, cui apparteneva Urbano VIII, era rivale della famiglia Farnese. Papa Paolo III (Alessandro Farnese) aveva assegnato nel 1537 il Ducato di Castro ai nipoti, unitamente a notevoli privilegi fiscali. Barberini tentò di riportarlo con la forza sotto il governo dello Stato della Chiesa.
Approfittando del fatto che i Farnese in quel momento erano fortemente indebitati presso alcuni banchieri romani il Papa confiscò tutti i loro beni e dichiarò loro guerra. Il Ducato di Castro fu occupato nel mese di ottobre del 1641; successivamente il duca Odoardo I Farnese fu scomunicato e il Pontefice lo dichiarò decaduto da tutti i diritti di proprietà e sovranità, minacciandolo di privarlo anche del ducato di Parma e Piacenza.
Fallito ogni tentativo di giungere a un accordo il Papa dichiarò che il Ducato di Castro era possedimento della Chiesa e la famiglia Farnese ne aveva usurpato il titolo. L'atteggiamento del Papa su questa vicenda, però, indusse gli altri principi italiani a guardare con sospetto la posizione del Pontefice. Costui, infatti, se fosse venuto in possesso anche del Ducato di Parma e Piacenza, avrebbe costituito una potenziale minaccia all'integrità territoriale degli Stati dell'Italia del Nord, soprattutto perché Urbano VIII era notoriamente filo-francese e la Francia aveva mire espansionistiche verso l'Italia.
Odoardo Farnese, presa coscienza di avere l'appoggio di tutte le signorie dell'Italia del Nord, e ottenuta l'alleanza di Firenze e Venezia, armò un piccolo esercito, alla testa del quale marciò verso Roma, dando inizio a una vera e propria guerra. La guerra di Castro andò avanti, con alterne vicende, per ben quattro anni. Le operazioni militari ebbero termine soltanto a causa dell'esaurimento delle finanze da parte di tutti i belligeranti. Nel 1644 si raggiunse un accordo di pace che vide non solo la revoca della scomunica da parte del Papa, ma anche la restituzione del Ducato di Castro ai Farnese.

### Relazioni diplomatiche

#### Relazioni con i monarchi cattolici
Urbano VIII svolse il suo pontificato al tempo della Guerra dei Trent'anni (1618-1648). Considerò come sua missione quella di riportare la pace tra i regnanti europei. La sua politica estera fu orientata a sostenere la Francia al fine di evitare che la rivale Austria diventasse troppo potente. Il pontefice riuscì a tenere fuori dal conflitto i territori italiani.
Imperatore del Sacro Romano Impero
Urbano VIII affidò la gestione dei rapporti con gli Asburgo all'ambasciatore a Vienna del regno di Spagna (nel 1628 fu richiamato a Roma il nunzio Carlo Carafa). Ma l'imperatore decise di non consultare la Santa Sede negli avvenimenti secolari. Ben più incisiva fu l'influenza a corte del confessore dell'imperatore, Guglielmo Lamormaini, gesuita. Quando nel 1629 Ferdinando II d'Asburgo emanò l'Editto di Restituzione (Radix omnium malorum), il testo fu redatto interamente dal Lamormaini. L'Editto sancì la restituzione alla Chiesa cattolica delle sedi ecclesiastiche sottrattele dai protestanti dopo la Pace di Augusta (1555). Il pontefice non poté opporsi però alla decisione di Ferdinando II di nominare personalmente i nuovi vescovi cattolici. Anche re Gustavo II Adolfo di Svezia non ottemperò alle richieste papali, rifiutandosi di consegnare al Pontefice i vescovadi sottratti ai protestanti nella Germania del Nord durante la guerra dei Trent'anni.
Nel 1630 Urbano VIII stipulò con Ferdinando II (che cingeva anche la corona di re di Boemia) un concordato che regolò i rapporti con la nazione mitteleuropea (la Boemia era un possedimento degli Asburgo d'Austria). Rimase l'unico concordato stipulato dalla Santa Sede nel XVII secolo.
Re di Spagna
L'ambasciatore di Spagna a Roma puntò a ottenere un privilegio di precedenza rispetto agli altri Stati europei. Sentita questa richiesta, la Santa Sede fece notare che non c'era una sola Spagna: anche il Regno d'Aragona e il Portogallo, a quel tempo, facevano parte del Regno di Spagna. La Santa Sede fissò le precedenze come segue:
1. Imperatore del Sacro Romano Impero;
2. Re di Francia;
3. Regno di Spagna;
4. Regno di Polonia.

#### Relazioni con monarchi cristiani non cattolici
Papa Urbano VIII cercò di normalizzare i rapporti con il Regno di Svezia proponendo un concordato a re Gustavo II Adolfo, ma le trattative non giunsero a buon fine.
Nel 1624 il pontefice nominò Richard Smith nuovo vicario apostolico per Inghilterra, Galles e Scozia. Nel 1626 Urbano VIII espresse ancora una volta la sua contrarietà alla decisione del Parlamento inglese di chiedere ai sudditi un giuramento di fedeltà al Paese. Nel 1631 il governo inglese emanò misure persecutorie nei confronti dei cattolici. Smith si rifugiò in Francia; per i successivi cinquant'anni la nomina del vicario apostolico in Inghilterra fu sospesa.
Nel 1626 l'imperatore d'Etiopia Sūsenyōs si convertì al cattolicesimo. Ma il figlio Fāsiladas detronizzò il padre e ripristinò il primato della Chiesa copta (1632).

#### Altre relazioni diplomatiche
Italia
- Guerra di successione di Mantova e del Monferrato (1628-1631) - Quando nel 1627 il duca Vincenzo II Gonzaga morì senza eredi, le grandi potenze si contesero la sua successione. Urbano VIII appoggiò il candidato francese, Carlo Gonzaga-Nevers, sostenuto anche dalla Repubblica di Venezia. Gli Asburgo di Spagna e d'Austria invece appoggiarono il duca di Guastalla, Ferrante II Gonzaga. Nel 1630 la Francia occupò Mantova decidendo le sorti del conflitto. Alle trattative di pace il pontefice inviò il proprio legato, cardinale Giulio Mazzarino (1631);
- Il pontefice inviò alcune truppe in Valtellina, regione contesa tra Francia e Spagna. La contesa fu risolta dalle due potenze il 5 marzo 1626, senza attendere l'intervento della Santa Sede.[13]

Europa
- Urbano VIII si espresse favorevolmente sulla Pace di Praga (30 maggio 1635) che sancì la cessazione delle ostilità tra l'imperatore Ferdinando II e le nazioni protestanti che facevano parte dell'impero;
- Il pontefice deplorò l'alleanza tra Francia e Svezia, stipulata nel 1631, e l'intervento della Francia nella Guerra dei Trent'anni (1635). L'anno precedente Urbano VIII aveva inviato Giulio Raimondo Mazzarino, diplomatico di curia, come nunzio a Parigi, avviandolo a una brillante carriera nell'amministrazione statale francese. Nel 1641 lo fece cardinale.

### Opere realizzate a Roma e nel Lazio

La Basilica di San Pietro a Roma, centro della Cristianità.

Urbano VIII ordinò la fortificazione del porto di Civitavecchia, del colle del Quirinale e di Castel Sant'Angelo. Il materiale per fare i cannoni fu ricavato in parte dal Pantheon, dal quale fu asportata la copertura bronzea della travatura lignea del pronao. Fu questa circostanza che ispirò la famosa pasquinata quod non fecerunt barbari, fecerunt Barberini. Inoltre tutti i marmi del Colosseo furono riutilizzati per abbellire i palazzi romani e le pietre furono utilizzate addirittura per costruire nuovi palazzi. In altri termini, il Colosseo fu utilizzato come cava di materiali da costruzione.
Durante il pontificato di Urbano VIII Pietro da Cortona fu uno dei principali architetti operanti a Roma, insieme a Gian Lorenzo Bernini; 
- Pietro da Cortona progettò il Palazzo Pontificio di Castel Gandolfo per come lo conosciamo oggi. Nell'estate 1626 Urbano VIII cominciò a utilizzarlo come residenza estiva;
- Gian Lorenzo Bernini fu incaricato del progetto della facciata della chiesa di Santa Bibiana; inoltre realizzò una statua della santa, tutt'oggi collocata all'interno della chiesa. Ma il progetto che lo rese più famoso fu il baldacchino, con le possenti quattro colonne tortili in bronzo, sull'altare maggiore al centro della crociera della Basilica di San Pietro, forse la più alta espressione della scultura barocca[34]. Il 18 novembre 1626 (anniversario della consacrazione della Basilica antica) il pontefice consacrò la nuova Basilica petrina. Nei bassorilievi che ornano la scultura (otto stemmi della famiglia Barberini), l'artista volle rappresentare la Mater Ecclesia con un doppio volto, la sofferenza della partoriente e la gioia del bimbo che si affaccia alla vita, la progressione del quale viene riportata in modo eccezionalmente naturalistico, a partire dalla figura dell'angolo di sud-est, via via fino al felice epilogo della gioiosa figura dell'angioletto nell'angolo di nord-est.[35]

Il Bernini realizzò anche il progetto della Fontana del Tritone (sita in piazza Barberini) e fu incaricato di progettare il palazzo scelto come sede del Pontificio Collegio Urbano. A dimostrazione della fiducia e della stima riposta sul Bernini, Urbano VIII lo incaricò della costruzione del proprio monumento sepolcrale. Infine, tra il 1629 e il 1633 diresse i lavori di completamento di Palazzo Barberini dopo la morte di Carlo Maderno. Altri artisti chiamati a lavorare a Roma dal pontefice furono: Andrea Sacchi, Gasparo Mola e Francesco Borromini.
Il pontefice ordinò il rifacimento del Duomo di Spoleto (città di cui aveva retto la cattedra arcivescovile dal 1608 al 1617).

Ai confini dello Stato Pontificio con il Ducato di Modena fece realizzare una fortificazione, conosciuta come Forte Urbano.

### Patrono di arti e scienze
Ai grandi artisti del Seicento Urbano VIII affidò le commissioni più importanti. Con loro il barocco si affermò come lo stile della teatralità, dello stupore e della meraviglia.
Urbano VIII fu protettore di vari uomini di cultura, tra cui Cassiano dal Pozzo, Vincenzo Giustiniani e Marcello Sacchetti. Palazzo Barberini, il palazzo di famiglia, divenne luogo d'incontro di eruditi e letterati. 
Si circondò di poeti con cui era entrato in rapporti di amicizia - come per esempio Gabriello Chiabrera (uno dei principali lirici del Seicento), Giovanni Ciampoli o Francesco Bracciolini - intelligente sperimentatore di forme poetiche e inventore, assieme ad Alessandro Tassoni, del poema eroicomico. Il Bracciolini celebrò l'ascesa del Pontefice al soglio con il poema L'elettione di Urbano Papa VIII (1628), in 23 canti. Durante il pontificato di Urbano VIII fu composta la Biblioteca Barberini, nella quale furono raccolti numerosi e preziosissimi manoscritti.
Il pontefice inoltre fu patrono di Giovanni Baglione (pittore e biografo di artisti), dei pittori francesi Nicolas Poussin e Claude Lorrain e di Giovanni Girolamo Kapsberger, musicista e virtuoso della tiorba. Conobbe i più brillanti studiosi del suo tempo, tra cui Athanasius Kircher, filosofo e storico tedesco, Benedetto Castelli (matematico e fisico) e Denis Pétau, filosofo e teologo francese. Nel 1626 riuscì a ottenere la scarcerazione del grande filosofo e teologo Tommaso Campanella, da 27 anni incarcerato a Napoli. Il pontefice intercedette personalmente presso Filippo IV di Spagna.
Infine, con la bolla Quoniam ad agrum del 25 ottobre 1636, Urbano VIII fondò a Roma un seminario, chiamato "Seminario Vaticano", i cui alunni avevano anche il compito del servizio liturgico presso la basilica di San Pietro. Nel 1913 ha assunto la denominazione attuale di Pontificio Seminario Romano Minore.
Urbano VIII fu patrono anche della musica: ammise Gregorio Allegri tra i cantori della cappella pontificia (dalla quale cominciò la sua brillante ascesa) e concesse numerosi privilegi all'Accademia di Santa Cecilia: controllo della professione, della didattica e dell'editoria musicale a Roma.
Malgrado la rigida censura fioccarono sul pontefice numerosissime Pasquinate.

### Galileo Galilei

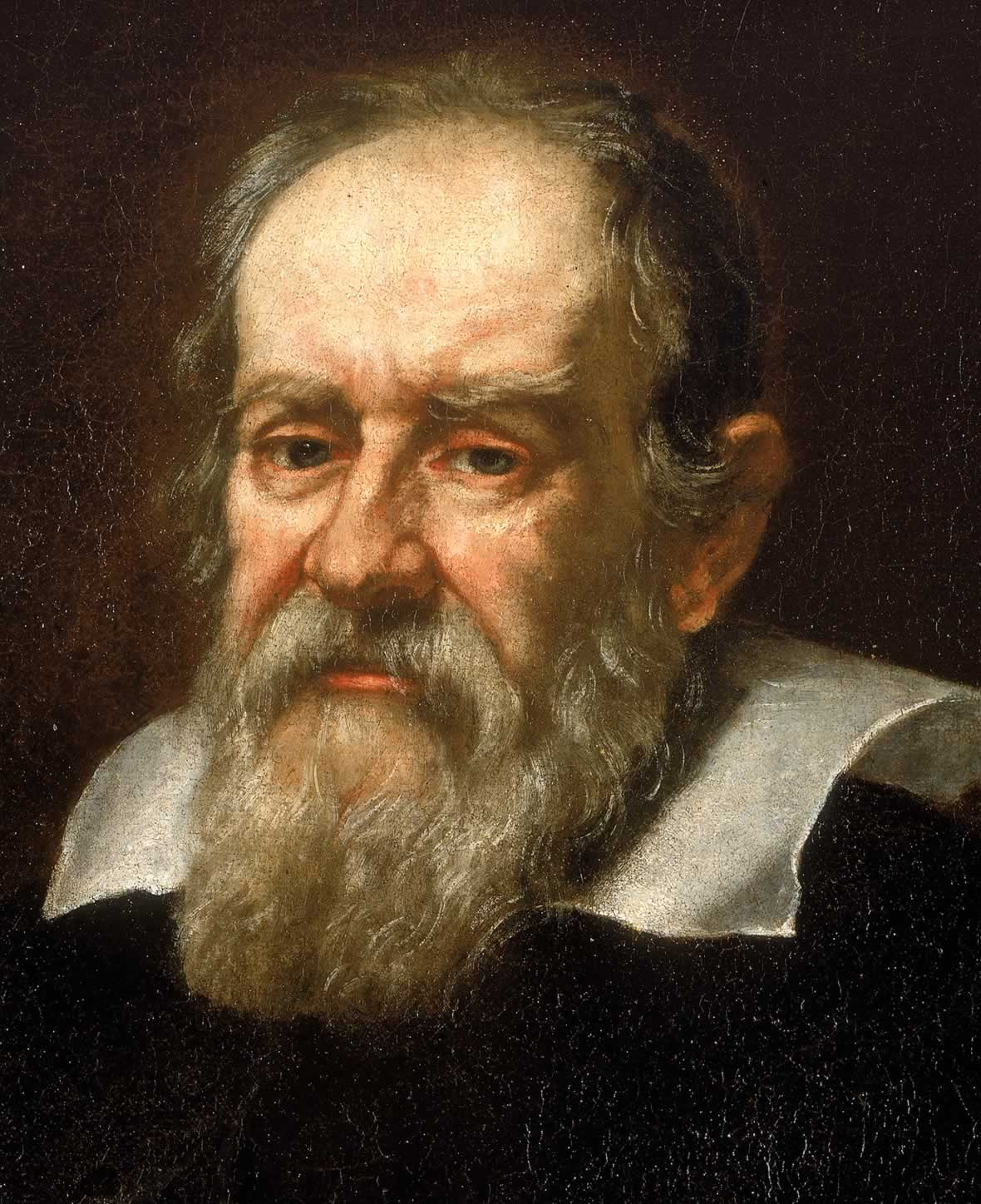
Galileo Galilei, il grande scienziato teorizzatore di numerose fondamentali scoperte.

Il pontificato di Urbano VIII vide compiersi il processo a Galileo Galilei, quale sostenitore della teoria copernicana sul moto dei corpi celesti, in opposizione alla teoria aristotelico-tolemaica universalmente accettata. La vicenda era nata sotto il pontificato di papa Paolo V (1605-1621).
Maffeo Barberini, quando era cardinale, aveva preso le difese di Galilei allorquando si erano accese, a Firenze, le dispute sulle varie ipotesi dei fenomeni di galleggiamento. Per cui, quando egli fu eletto papa (nel 1623), Galileo fu indotto a sperare in un benevolo atteggiamento del nuovo pontefice verso la sua persona e i suoi studi.
Sul finire del 1623 Galilei diede alle stampe un volume intitolato Il Saggiatore, con dedica al nuovo pontefice. In quest'opera lo scienziato, trattando del moto delle comete e di altri corpi celesti, non prendeva posizione sulla questione della validità o meno della teoria copernicana, benché propugnasse una nuova concezione del metodo scientifico in netta contrapposizione con quella tradizionale. Inoltre sosteneva che la conoscenza progredisse sempre, senza mai assestarsi su posizioni dogmatiche. In altri termini l'uomo ha il diritto-dovere di ampliare le sue conoscenze senza mai avere la pretesa di pervenire alla verità assoluta. Questa posizione, secondo lo scienziato, non era per nulla in contrasto con la fede.
L'opera di Galilei fu valutata positivamente da Urbano VIII. Il Papa ricevette ufficialmente lo scienziato a Roma nel mese di aprile del 1624 e lo incoraggiò a riprendere i suoi studi sul confronto tra i massimi sistemi, purché il confronto avvenisse soltanto su basi matematiche. La qual cosa era da intendersi nel senso che una certezza matematica, ovvero astratta, nulla aveva a che vedere con le certezze del mondo reale. Seppur con questa limitazione, la Chiesa di Roma sembrava avere ammorbidito la sua posizione circa la nuova teoria.
Il 21 febbraio del 1632 uscì l'opera di Galilei, Dialogo sopra i due massimi sistemi del mondo (quello tolemaico e quello copernicano), nella quale veniva sostenuta la validità del sistema eliocentrico, sebbene tramite l'espediente del dialogo tra personaggi, che solo in parte erano ispirati a persone realmente esistenti. Nella premessa al volume Galileo elogiava il "salutifero editto" papale del 1616, che aveva determinato la messa all'Indice del De revolutionibus di Copernico. Infine, l'argomentazione filocopernicana di Salviati viene definita «una fantasia ingegnosa».
Le reazioni ostili non si fecero attendere. Nell'estate dello stesso anno Urbano VIII esternò tutto il suo risentimento, in quanto una sua tesi era stata trattata, a suo parere, maldestramente e esposta al ridicolo. Discutendo della teoria delle maree, sostenuta dal copernicano Salviati - e che avrebbe dovuto essere la prova definitiva della mobilità della Terra - Simplicio propugna «una saldissima dottrina, che già da persona dottissima ed eminentissima appresi, ed alla quale è forza quietarsi» (chiaro riferimento a Urbano), secondo la quale Dio, grazie alla sua «infinita sapienza e potenza», avrebbe potuto causare le maree in modi diversissimi tra loro, e non si poteva essere sicuri che quello proposto da Salviati fosse l'unico corretto. Ora, a prescindere dal fatto che la teoria galileiana delle maree era errata, sarà parso sicuramente oltraggioso il commento ironico di Salviati, il quale definisce la proposta di Simplicio «una mirabile è veramente angelica dottrina». Oltre a questo, nel testo vi era più di un riferimento al pontefice quale difensore delle posizioni più arretrate. Infine l'opera si chiudeva con l'affermazione che agli uomini si «concede il disputare intorno alla costituzione del mondo» a patto di non «ritrovare l'opera fabbricata» da Dio. Questa conclusione non era altro che un espediente "diplomatico" escogitato per andare in stampa. La qual cosa aveva fatto infuriare il pontefice.
I nemici di Galilei intravidero nel Dialogo un attacco frontale al binomio teologia-filosofia che si riteneva fosse l'unica strada percorribile per l'accertamento della verità, considerando la scienza una via del tutto subordinata, asservita, cioè, alle discipline teoriche.
Forse, però, l'aspetto che i censori ritenevano più pericoloso del trattato era rappresentato dal fatto che il testo era stato scritto in italiano e non in latino, lingua tradizionale per le opere destinate agli studiosi. In altri termini, adoperando la lingua italiana, ovvero il volgare, come si diceva a quei tempi, lo scienziato aveva dimostrato l'intenzione di dare la massima diffusione al contenuto della sua opera, anche e soprattutto al di fuori del mondo accademico.
Nel mese di luglio del 1632, l'Inquisizione di Firenze diede ordine di ritirare tutte le copie in commercio del Dialogo. Urbano VIII, spinto dai gesuiti, alcuni dei quali – come il padre Christoph Scheiner – nemici acerrimi dello scienziato, diede ordine di inviare copia del Dialogo al Sant'Uffizio per gli opportuni esami e di convocare Galilei a Roma presso l'Inquisizione.
L'accusa mossa a Galilei era che egli non si era limitato a trattare la teoria copernicana in termini puramente matematici, bensì l'aveva fatta propria, ritenendola vera anche dal punto di vista fisico.
Il 12 aprile del 1633 Galilei si presentò a Roma e fu arrestato. Comprendendo che il tribunale dell'Inquisizione era intenzionato a reprimere, con ogni mezzo, la divulgazione delle idee esposte nel Dialogo, si offrì di apportare delle correzioni che tenessero conto delle esigenze della "Dottrina di Santa Romana Chiesa". Ciò non fu bastevole. Il Papa, benché fosse sempre stato informato, per suo desiderio, degli interrogatori, si era guardato bene dall'intervenire. Ciò aveva fatto sperare in un suo intervento a favore dello scienziato pisano. La qual cosa non avvenne.
Allo scienziato fu imposto un pubblico atto di abiura. Diversamente avrebbe dovuto subire tutte le pene riservate agli eretici. Galilei dovette piegarsi. Con l'atto di abiura si impegnava, altresì, a non divulgare più, in avvenire, le idee copernicane e a denunciare al Sant'Uffizio chiunque, in futuro, ne avesse tentato di riprendere la divulgazione. Ciò accadeva nell'estate del 1633.
Galilei fu trasferito prima a Siena, presso l'arcivescovo Ascanio Piccolomini, e poi nella sua casa di Arcetri, ove gli fu concesso di espiare il carcere tra le mura domestiche, in considerazione della sua anzianità.

## Morte e sepoltura
Il 5 aprile 1634 Giacinto Centini di Ascoli Piceno, con la complicità di due frati, compì un rito di magia nera per causare la morte del pontefice attraverso la negromanzia. Tutti e tre furono condannati a morte. La sentenza fu eseguita il 23 aprile 1635 in Campo de' Fiori.
Papa Urbano VIII morì il 29 luglio 1644 a Roma e fu sepolto all'interno della Basilica Vaticana nel monumento funebre realizzato da Bernini in bronzo e marmo.

Regnò per 20 anni, 11 mesi e 23 giorni. L'ultimo papa prima di lui ad avere regnato più a lungo fu il Alessandro III (settembre 1159 – agosto 1181).

## Diocesi erette da Urbano VIII

### Nuove diocesi
- 12 ottobre 1629: Diocesi di Ispahan (in Persia, prima diocesi cattolica nell'Impero Safavide);
- 1630: Prefettura apostolica di Tripoli (in Libia; il territorio fu ricavato dalla diocesi di Las Palmas);
- 28 novembre 1630: Prefettura apostolica di Tangeri (in Marocco, dopo che la cattedra vescovile era rimasta vacante per decenni. Fu affidata ai Francescani spagnoli);
- 6 settembre 1632: Diocesi di Baghdad (in Mesopotamia, seconda diocesi cattolica nell'Impero Safavide). La cattedra vescovile era intitolata Babilonia dei Latini);
- 1633: Eparchia di Damasco dei Siri (a Damasco, prima diocesi cattolica in Siria per le comunità di rito siriaco occidentale);
- 23 marzo 1635: Archimandritato del Santissimo Salvatore (a Messina; diocesi con un proprio territorio ben definito, separato e distinto da quello dell'Arcidiocesi di Messina);
- 18 febbraio 1636: Diocesi di Urbania (nell'ex Ducato di Pesaro; il territorio fu ricavato dalla diocesi di Urbino)[40];
- 1º settembre 1636: Diocesi di Smolensk (nella Confederazione polacco-lituana)[41];
- 1643: Prefettura apostolica delle Isole e di Terraferma (comprendeva tutti i territori francesi delle Antille nonché, sul continente sudamericano, il territorio della Guyana francese).

### Elevazione al rango di arcidiocesi
- 6 dicembre 1642: Diocesi di Sofia: elevata al rango di arcidiocesi metropolitana.[42]

### Diocesi rientrate in comunione con la Santa Sede
- 24 ottobre 1630 (bolla Pro excellenti praeminentia):
  - Arcieparchia di Leopoli degli Armeni (nella Confederazione polacco-lituana)[43]

## Concistori per la creazione di nuovi cardinali
Durante il suo pontificato Urbano VIII convocò otto concistori, nel corso dei quali procedette alla nomina di ben 74 cardinali, secondo nella storia solo a Pasquale II (1099-1118), che ne creò 92.
Il 6 ottobre 1627 istituì il nuovo titolo cardinalizio di San Carlo al Corso in sostituzione del titolo di San Carlo ai Catinari, ma il 5 settembre 1639 ripristinò il precedente titolo.

### Nomine all'interno della famiglia
Urbano VIII aveva un fratello maggiore, Carlo Barberini, che aveva intrapreso la carriera militare. Fu nominato Gonfaloniere della Chiesa e luogotenente generale dell'Esercito pontificio. Carlo ebbe due figli maschi, Francesco e Antonio. Urbano VIII li fece entrambi cardinali.

Il pontefice creò cardinale anche il cognato Lorenzo Magalotti.

## Beatificazioni e canonizzazioni del pontificato
Urbano VIII celebrò quattro canonizzazioni; proclamò inoltre 35 beati, tra cui i ventisei martiri del Giappone.
Nel 1630 il pontefice stabilì che San Giacomo Apostolo è il solo e unico patrono di Spagna.
Inoltre inserì nel Martirologio romano Santa Rosalia e riconobbe le eroiche virtù di Roberto Bellarmino (1542-1621).

## Urbano VIII nella letteratura
Urbano VIII viene citato nei Promessi sposi: è indicato come Pontefice regnante durante i fatti narrati.

Inoltre è protagonista del romanzo La Strega Innamorata (1985), di Pasquale Festa Campanile, in cui l'eroina, la strega Isidora, si innamora, ricambiata, del pontefice e hanno una storia d'amore platonica.

## Opere

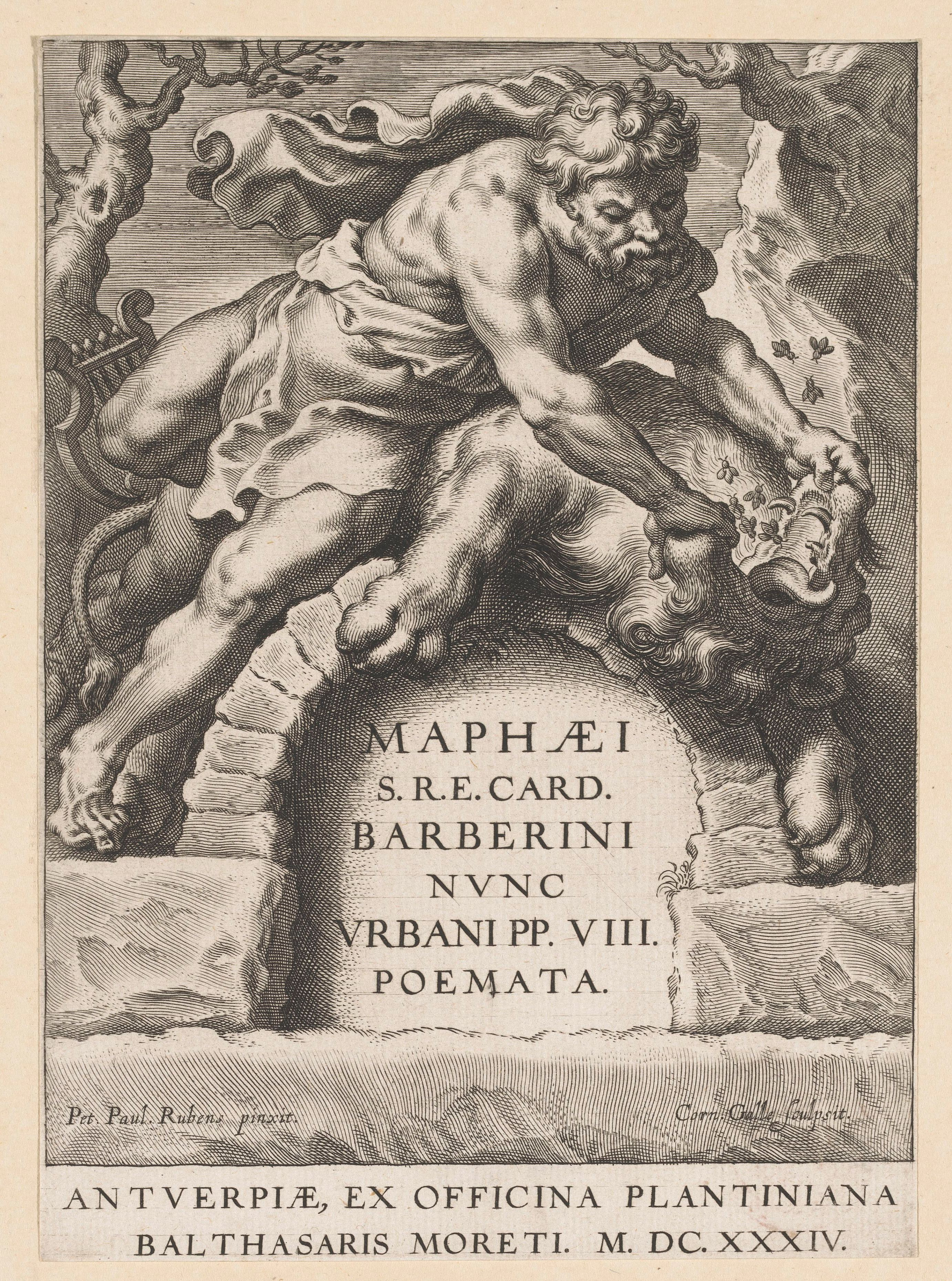
Maffeo Barberini, Poemata, Antverpiae, ex officina Plantiniana Balthasaris Moreti, 1634.

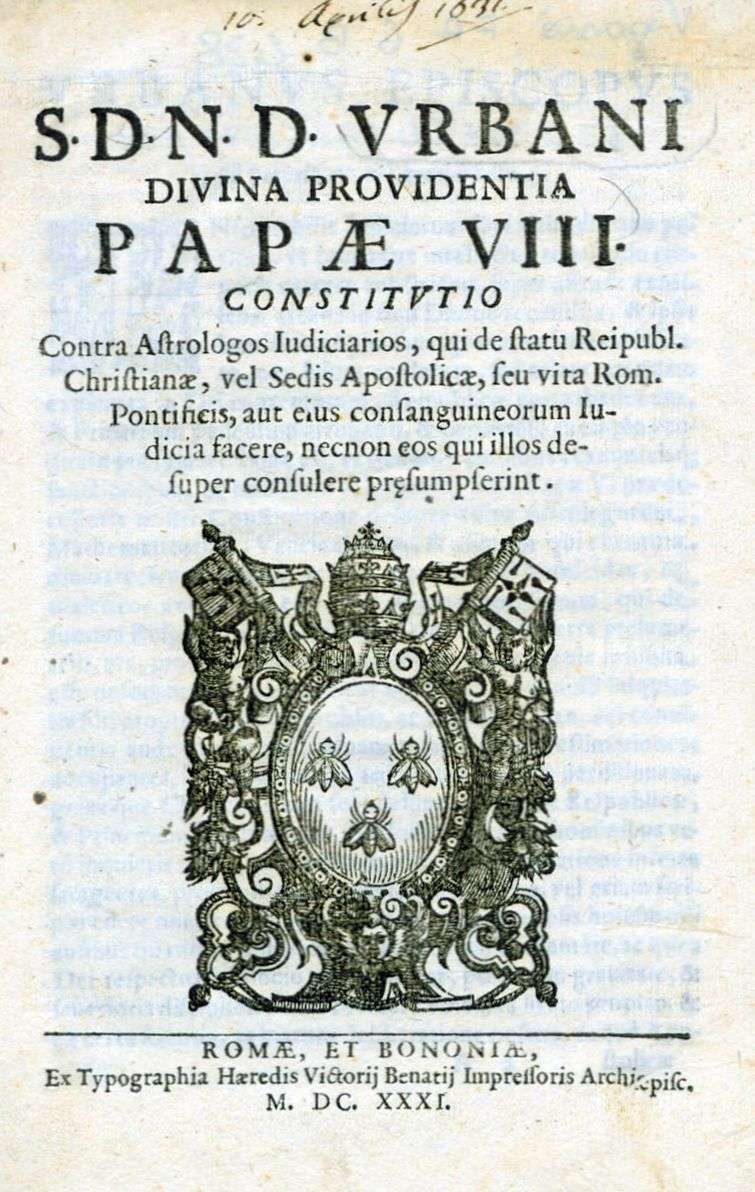
Constitutio contra astrologos iudiciarios, 1631

- (LA) Maffeo Barberini, Maphaei S. R. E. Card. Barberini nunc Vrbani Papae VIII. Poemata, Parisiis, e Typographia Regia, 1611. URL consultato il 4 marzo 2019.
- Constitutio contra astrologos iudiciarios, Roma, eredi Vittorio Benacci, 1631.

## Genealogia episcopale e successione apostolica
La genealogia episcopale è:
- Cardinale Guillaume d'Estouteville, O.S.B.Clun.
- Papa Sisto IV
- Papa Giulio II
- Cardinale Raffaele Riario
- Papa Leone X
- Papa Clemente VII
- Cardinale Antonio Sanseverino, O.S.Io.Hieros.
- Cardinale Giovanni Michele Saraceni
- Papa Pio V
- Cardinale Innico d'Avalos d'Aragona, O.S.Iacobi
- Cardinale Scipione Gonzaga
- Patriarca Fabio Biondi
- Papa Urbano VIII

La successione apostolica è:
- Vescovo Orazio Spannocchi (1609)
- Arcivescovo Florence Conry, O.F.M. (1609)
- Vescovo Antonio Diaz (1616)
- Vescovo Lorenzo Castrucci (1617)
- Vescovo Giovanni Battista Stella (1619)
- Cardinale Cosimo de Torres (1621)
- Vescovo Giovanni Mascardi (1621)
- Arcivescovo Ercole Rangoni (1622)

## Albero genealogico
|                       |                      |                       | Genitori            |  |  | Nonni |  |  | Bisnonni            |  |  | Trisnonni         |  |
|                       |                      |                       |                     |  |  |       |  |  | Francesco Barberini |  |  | Antonio Barberini |  |
|                       |                      |                       |                     |  |  |       |  |  | Francesco Barberini |  |  | Antonio Barberini |  |
|                       |                      | Filippa Covoni        |                     |  |  |       |  |  | Francesco Barberini |  |  |                   |  |
| Carlo Barberini       |                      |                       |                     |  |  |       |  |  | Francesco Barberini |  |  |                   |  |
|                       |                      | Marietta Miniati      | Antonio Miniati     |  |  |       |  |  |                     |  |  |                   |  |
|                       |                      | Marietta Miniati      | Antonio Miniati     |  |  |       |  |  |                     |  |  |                   |  |
|                       |                      | Marietta Miniati      | Maddalena Cini      |  |  |       |  |  |                     |  |  |                   |  |
| Antonio Barberini     |                      | Marietta Miniati      |                     |  |  |       |  |  |                     |  |  |                   |  |
|                       |                      | Bernardo Rustici      |                     |  |  |       |  |  |                     |  |  |                   |  |
|                       |                      |                       |                     |  |  |       |  |  |                     |  |  |                   |  |
|                       |                      |                       |                     |  |  |       |  |  |                     |  |  |                   |  |
| Marietta Rustici      |                      |                       |                     |  |  |       |  |  |                     |  |  |                   |  |
|                       |                      |                       |                     |  |  |       |  |  |                     |  |  |                   |  |
|                       |                      |                       |                     |  |  |       |  |  |                     |  |  |                   |  |
|                       |                      |                       |                     |  |  |       |  |  |                     |  |  |                   |  |
| Urbano VIII           |                      |                       |                     |  |  |       |  |  |                     |  |  |                   |  |
|                       | Alessandro Barbadori | Gian Donato Barbadori |                     |  |  |       |  |  |                     |  |  |                   |  |
|                       | Alessandro Barbadori | Gian Donato Barbadori |                     |  |  |       |  |  |                     |  |  |                   |  |
|                       | Alessandro Barbadori | Costanza Cappelli     |                     |  |  |       |  |  |                     |  |  |                   |  |
| Gian Donato Barbadori | Alessandro Barbadori |                       |                     |  |  |       |  |  |                     |  |  |                   |  |
|                       |                      | Piera Acciaiuoli      | Onofrio Acciaiuoli  |  |  |       |  |  |                     |  |  |                   |  |
|                       |                      | Piera Acciaiuoli      | Onofrio Acciaiuoli  |  |  |       |  |  |                     |  |  |                   |  |
|                       |                      | Piera Acciaiuoli      | Alessandra Spinelli |  |  |       |  |  |                     |  |  |                   |  |
| Camilla Barbadori     |                      | Piera Acciaiuoli      |                     |  |  |       |  |  |                     |  |  |                   |  |
|                       |                      | Lorenzo Cambi         |                     |  |  |       |  |  |                     |  |  |                   |  |
|                       |                      |                       |                     |  |  |       |  |  |                     |  |  |                   |  |
|                       |                      |                       |                     |  |  |       |  |  |                     |  |  |                   |  |
| Nannina Cambi         |                      |                       |                     |  |  |       |  |  |                     |  |  |                   |  |
|                       |                      | Caterina Capponi      |                     |  |  |       |  |  |                     |  |  |                   |  |
|                       |                      |                       |                     |  |  |       |  |  |                     |  |  |                   |  |
|                       |                      |                       |                     |  |  |       |  |  |                     |  |  |                   |  |
|                       |                      |                       |                     |  |  |       |  |  |                     |  |  |                   |  |